# Adoretus testaceus
Adoretus testaceus är en skalbaggsart som beskrevs av Hope 1831. Adoretus testaceus ingår i släktet Adoretus och familjen Rutelidae. Inga underarter finns listade i Catalogue of Life.